# Лейк-Мері-Джейн (Флорида)
Лейк-Мері-Джейн (англ. Lake Mary Jane) — переписна місцевість (CDP) в США, в окрузі Орандж штату Флорида. Населення — 1790 осіб (2020).

## Географія
Лейк-Мері-Джейн розташований за координатами 28°22′9″ пн. ш. 81°9′36″ зх. д. / 28.36917° пн. ш. 81.16000° зх. д. (28.369033, -81.160052).  За даними Бюро перепису населення США в 2010 році переписна місцевість мала площу 13,60 км², уся площа — суходіл.

## Демографія
Згідно з переписом 2010 року, у переписній місцевості мешкало 1575 осіб у 571 домогосподарстві у складі 465 родин. Густота населення становила 116 осіб/км².  Було 606 помешкань (45/км²).
Расовий склад населення:
| - 93,0 % — білих - 2,3 % — чорних або афроамериканців - 1,5 % — азіатів - 0,6 % — корінних американців |

До двох чи більше рас належало 1,8 %. Частка іспаномовних становила 10,7 % від усіх жителів.
За віковим діапазоном населення розподілялося таким чином: 24,4 % — особи молодші 18 років, 66,3 % — особи у віці 18—64 років, 9,3 % — особи у віці 65 років та старші. Медіана віку мешканця становила 44,1 року. На 100 осіб жіночої статі у переписній місцевості припадало 108,3 чоловіків;  на 100 жінок у віці від 18 років та старших — 101,9 чоловіків також старших 18 років.
Середній дохід на одне домашнє господарство  становив 77 980 доларів США (медіана — 75 750), а середній дохід на одну сім'ю — 88 582 долари (медіана — 78 906). За межею бідності перебувало 3,5 % осіб, у тому числі 0,0 % дітей у віці до 18 років та 0,0 % осіб у віці 65 років та старших.
Цивільне працевлаштоване населення становило 741 особа. Основні галузі зайнятості: роздрібна торгівля — 37,0 %, науковці, спеціалісти, менеджери — 19,6 %, будівництво — 19,4 %.